# Stainville
Stainville  ist eine französische Gemeinde mit 375 Einwohnern (Stand: 1. Januar 2022) im Département Meuse in der Region Grand Est (bis 2015 Lothringen). Sie gehört zum Arrondissement Bar-le-Duc und zum Kanton Ancerville.

## Geografie
Stainville liegt 15 Kilometer südlich von Bar-le-Duc am Fluss Saulx. Umgeben wird Stainville von den Nachbargemeinden Montplonne im Nordwesten und Norden, Nant-le-Grand im Nordosten, Nant-le-Petit im Osten, Ménil-sur-Saulx im Osten und Südosten, Juvigny-en-Perthois im Süden, Savonnières-en-Perthois im Südwesten sowie Aulnois-en-Perthois und Lavincourt im Westen.
In der Gemeinde kreuzen die Route nationale 4 und die frühere Route nationale 397 (heutige D997).

## Bevölkerungsentwicklung
| Jahr                       | 1962 | 1968 | 1975 | 1982 | 1990 | 1999 | 2006 | 2012 | 2019 |
| Einwohner                  | 401  | 393  | 368  | 402  | 380  | 376  | 407  | 419  | 385  |
| Quellen: Cassini und INSEE |      |      |      |      |      |      |      |      |      |

## Sehenswürdigkeiten
- Ehemalige Abtei von Jovilliers (18. Jahrhundert)

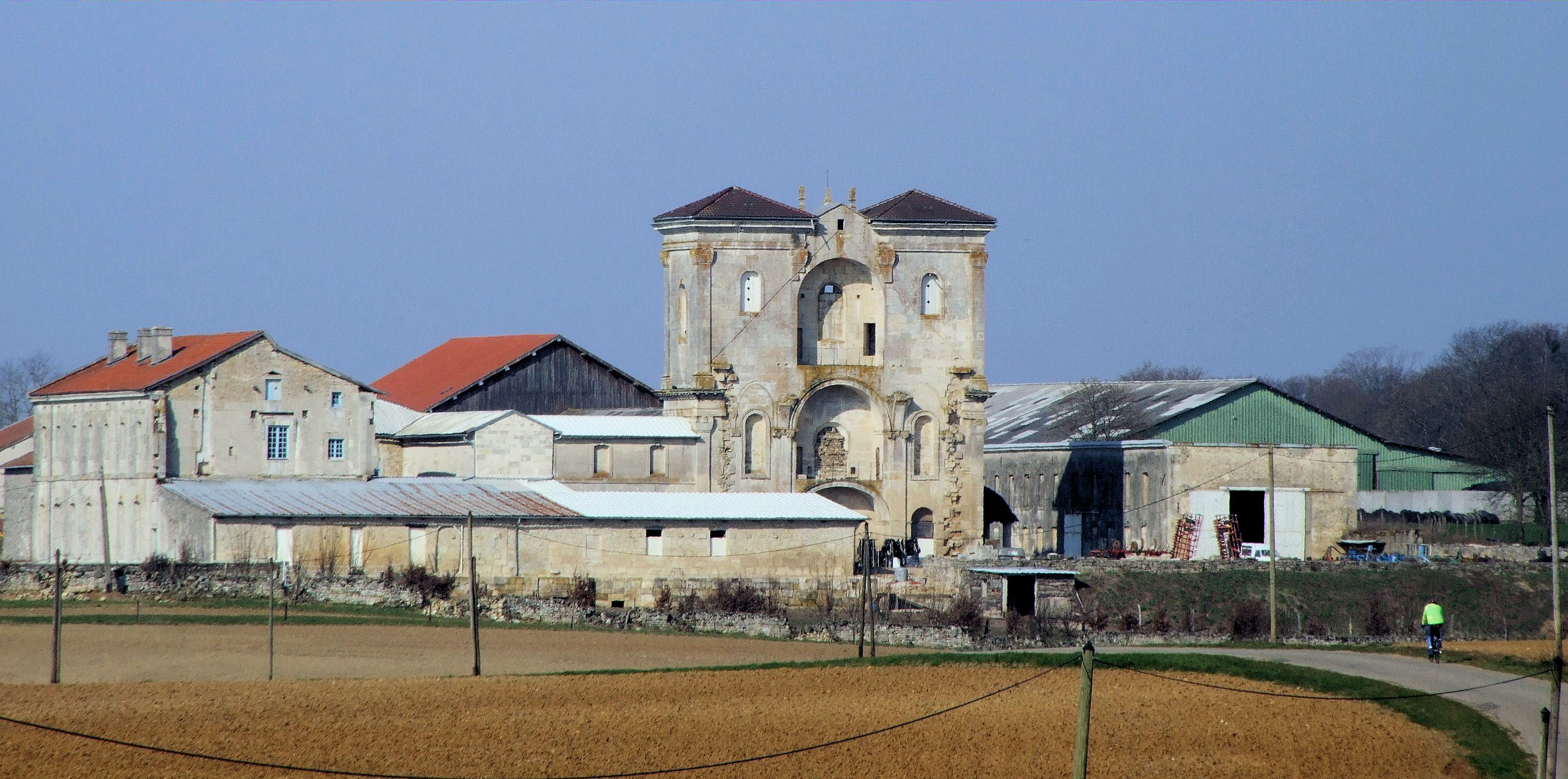
Ehemalige Abtei von Jovilliers

- Kirche Saint-Mathieu

## Persönlichkeiten
- Alix Joffroy (1844–1908), Neurologe